# Carlo Fadda
Pour les articles homonymes, voir Fadda.
Carlo Fadda (Cagliari, 4 novembre 1853 - Rome, 31 août 1931) était un juriste italien.

## Biographie
Né à Cagliari en 1853, où il commence ses études de droit, il les poursuit à Turin, où il rencontre des professeurs romanistes tels que G. Carle et A. Loru. Il obtient son diplôme et commence à travailler dans le bureau de son père, un civiliste bien connu à Cagliari, d'abord ; il obtient ensuite une chaire à Macerata.
Il s'installe à Gênes où il collabore avec Paolo Emilio Bensa (qui avait assisté à des conférences sur le Digeste à Leipzig) à la traduction du traité du Digeste dans lequel leurs notes visent à ajouter des indications sur la production romane moderne et à engager des discussions scientifiques et pratiques. Leurs travaux sont publiés dans des polycopiés universitaires et connaissent un grand succès auprès des avocats et des magistrats.
Il s'installe ensuite à Naples où il publie son œuvre la plus importante : Parte generale con speciale riguardo alla teoria del negozio giuridico (Partie générale avec une attention particulière à la théorie des transactions juridiques), où la distance entre le droit romain et le droit actuel est mise en évidence.
La carrière de Fadda comprend également la direction de la traduction italienne du Commentaire du Digeste de Glück et la collaboration à l'édition italienne du Digeste. En outre, il a été recteur de l'Ateneo Partenopeo, grand avocat et président de l'Ente Autonomo Volturno. En 1912, il est également nommé sénateur du royaume par Giovanni Giolitti.
Il était membre de la franc-maçonnerie.
En 1926, il est contraint par le régime fasciste d'abandonner sa profession pour avoir voté contre certaines de ses lois au Sénat.
Il est mort en 1931, comme il l'avait demandé, sans commémoration.

### Carrière
- Professeur titulaire de droit romain à l'université de Macerata (19 décembre 1880)
- Professeur titulaire de droit romain à l'université de Gênes (16 novembre 1882)
- Professeur honoraire de droit romain à l'université de Gênes (16 janvier 1896)
- Professeur titulaire de droit romain à l'université de Naples (4 août 1895 à 1923, date de sa retraite)
- Recteur de l'université de Naples (31 juillet 1905-1907)

### Fonctions et titres
- Membre ordinaire de la Société royale de Naples (9 décembre 1897)
- Membre résident de l'Académie Pontan de Naples (1er mars 1903)
- Membre du Conseil supérieur de l'éducation (1er juillet 1913 au 30 juin 1917)
- Membre du conseil d'administration du Conseil supérieur de l'éducation (1er juillet 1913 au 30 juin 1917)
- Président du Comité exécutif de l'Ente Autonomo Volturno (6 juin 1914 au 31 octobre 1917)
- Commissaire militaire du Corps autonome de Volturno (1er novembre 1917 au 30 juin 1919)
- Commissaire extraordinaire du Corps autonome de Volturno (1er juillet 1919 au 7 décembre 1921)
- Membre ordinaire de l'Accademia Pontaniana de Naples (1er mars 1903)
- Membre correspondant de l'Académie des Sciences de Turin (10 juin 1906)
- Membre correspondant de l'Accademia dei Lincei à Rome (18 mars 1919)
- Membre de la Commission de révision des codices (3 juin 1924)

## Décorations honorifiques
- Chevalier de l'ordre de la Couronne d'Italie - 18 mars 1886
 - Commandeur de l'ordre de la Couronne d'Italie - 9 novembre 1904
 - Officier de l'ordre des Saints-Maurice-et-Lazare - 21 mai 1902
 - Commandeur de l'ordre des Saints-Maurice-et-Lazare - 8 septembre 1922